# Ron Arad (pilot)
Ron Arad (5 mai 1958 Magdiel, Israel - 1988? în Liban?) a fost un aviator militar israelian care la 16 octombrie 1986 a fost capturat în Liban de organizația șiită libaneză „Amal”. El este considerat dispărut din mai 1988 când a fost transferat într-un loc necunoscut, în Liban, sau după unele ipoteze, în Iran. 

## Biografie
Ron Arad a fost fiul cel mare dintre cei trei copii ai lui Dov (Bernard) Arad (1930-1971) și Batya, născută Dascal (1934 Tecuci - 2004), israelieni evrei originari din România. El a crescut la Magdiel, Hod Hasharon și a studiat la liceul-internat militar pentru comandanți de pe lângă gimnaziul „Herzliya” din Tel Aviv. În anul 1979 a terminat cursul de piloți militari și a servit în armata israeliană ca pilot de avion Phantom. A fost citat pe un ordin de zi de către comandantul aviației militare, generalul David Ivri, după ce în cursul unui zbor de noapte cu un avion Phantom în ianuarie 1980, a preluat controlul avionului după ce aviatorul acestuia a avut o criză de vertij. În octombrie 1986 Arad a început studii de inginerie chimică la Politehnica (Technion) din Haifa. În momentul căderii în captivitate avea gradul de maior și, fiind în perioadă de studii, servea într-o flotilă pentru cazuri de urgență.
Ron Arad a fost căsătorit începând din 1982 cu Tamar (Tami) născută Ghilad, iar în anul 1985 li s-a născut o fiică, Yuval.

## Căderea în prizonierat
În cursul serviciului în flotila 69 („Flotila ciocanelor”), la 16 octombrie 1986, Arad a luat parte la bordul unui avion Phantom, la operațiunea militară „Beit Abba 12” în scopul atacării unor obiective teroriste din zona Sidon în Liban.O manevră greșită a cauzat o explozie de muniții în apropierea avionului și cei doi membri ai echipajului au părăsit aparatul, din inițiativa lui Arad. Aviatorul Ishay Aviram a fost salvat de un elicopter  de tip Cobra, în schimb, Ron Arad a fost capturat de membri ai organizației șiite libaneze Amal.
Cei ce l-au capturat au transmis trei scrisori și o fotografie, dar Crucea Roșie Internațională nu a primit autorizația de a-l vizita, iar din septembrie 1987 legătura cu el a fost complet întreruptă. Încercări de a obține eliberarea lui printr-o tranzacție au eșuat. S-a presupus că în anul 1988 un comandant din Amal, șeicul Mustafa Durani, l-a predat pe Arad Iranului sau unei alte organizații șiite. Urmele lui Arad au dispărut cu totul în mai 1988. Ziarul israelian Maariv a publicat în 2008 o știre după care exista posibilitatea că Ron Arad ar fi fost ucis de către cei ce l-au ținut în captivitate în noaptea de 3 mai 1988, în timpul operațiunii militare „Hok vaseder” („Lege și ordine)” declanșate de un comandou de parașutiști israelieni contra teroriștilor din organizația Hezbollah („Partidul lui Dumnezeu”) în satul Maidun sau că Arad a fost omorât când a încercat să fugă.
În timpul captivității lui Ron Arad i s-a conferit de către armata israeliană gradul de locotenent-colonel.

## Eforturile de căutare
Între anii 1986-1994 israelienii au răpit din Liban și au arestat pe teritoriul Israelului 21 libanezi, între care pe șeicul Durani și un comandant de frunte din Hezbollah, șeicul Abd-al Krim Obeid, pentru a-i folosi drept „cărți de schimb” în posibile negocieri pentru eliberarea lui Arad. Această încercare a eșuat și majoritatea acestor libanezi au fost, în cele din urmă, eliberați în anul 2000. Durani și Obeid au fost menținuți în continuare 
vreme de alți patru ani în închisoare în Israel, până la încheierea acordului de schimb de prizonieri din 2004. În august 1988 Hezbollah a anunțat că Ron Arad se află în mâinile sale. După uciderea în februarie 1992 a conducătorului Hezbollah, șeicul Abbas Mussawi, această organizație a anunțat că l-a executat pe Arad,însă alte surse susțineau că Arad trăiește și ca ar fi deținut în Iran.
În acel an a luat ființă în Israel asociația „Născut pentru a fi liber”, care și-a propus drept obiectiv eliberarea lui Ron Arad și a altor militari israelieni dați dispăruți. În februarie 1995 un exilat iranian, Manusher Mukaber, a susținut într-un interviu la radio la Los Angeles,că Arad trăia și că ar fi fost deținut în închisoarea  serviciilor secrete iraniene din Isfahan, de asemenea, că în urma unei tentative de evadare, ar fi fost rănit, operat și ar fi rămas în cărucior de invalid, cu picioarele paralizate. În aceeași lună, într-un interviu pentru ziarul Frankfurter Allgemeine Zeitung din Germania, doi cetățeni germani care fuseseră închiși în Iran, au povestit că auziseră că un aviator israelian ar fi fost închis într-o carceră de izolare. În aprilie 1996 organizația „Împilații pământului” a anunțat că Ron Arad se afla în mâinile sale și că îl va executa în următoarele 48 ore.
În octombrie 1997 factori germani și ruși care fuseseră implicate în eforturile de căutare a lui Arad, au afirmat că, după cât se pare, el nu mai era în viață.
Israelul a respins aceste afirmații și a declarat că ipoteza israeliană de lucru  continua să fie că Arad era în viață și că era deținut de Iran.  
La 26 decembrie 2000 a fost încheiată, prin mediere germană, o tranzacție prin care, în schimbul unui semn de viață de la Ron Arad, Israelul a eliberat 40 palestineni și 12 libanezi. În iulie 2001 ziaristul sirian Nizar Nayuf, care a fost eliberat dintr-o închisoare siriană, a susținut că l-a văzut acolo pe prizonierul israelian în august 1993. „La 7 august 1993 era viu” a spus Nayuf săptămânalului parizian „Le Point” ."În acea zi a fost luat de niște oameni și dus la camera de baie pentru a se spăla. Dup[ afirmatiile lui Nayuf, „starea fizică a lui Arad era bună.” „Dacă i s-a întâmplat ceva rău după aceeaת aceasta s-a făcut în taină, pentru a-i șterge dosarul și a nu se complica.”
Îm anul 2002 s-a creat în Israel o comisie specială pentru evaluarea eforturilor de salvare a lui Ron Arad. Comisia a fost condusă de judecătorul  Eliahu Vinograd și a constatat că nu exista niciun motiv de a schimba ipoteza de lucru, după care Arad ar fi în viață.
În 2003 primul ministru al Israelului,Ariel Sharon a dezvăluit că în cursul eforturilor  de a-l salva pe Arad a fost ucis un agent al serviciilor israeliene de informații.În octombrie 2003 oficiali iranieni care s-au refugiat în Vest au susținut că Arad trăia și că ar fi fost deținut ]n zona Teheran.mai mult decât atât, el ar fi fost internat de câteva ori în spital din cauza sănătății sale șubrede și ar fi încercat să evadeze din închisoare.În decembrie 2004 asociația „Născut pentru a fi liber” a declarat că va conferi un premiu de 10 milioane de dolari celui care va furniza o informație care va duce la găsirea lui Arad.
În 2005 comandantul serviciilor  de informații al armatei israeliene a transmis primului ministru Ariel Sharon un raport secret, în care se arăta că Ron Arad nu ar fi fost în viață. Sharon a decis să respingă concluziile acestui raport, poate din motive politice.În acel raport se menționa că Arad a fost închis în Iran, după câte se pare, până în anul 1994. De asemenea, se susținea că după răpirea lui Durani de către israelieni, iranienii s-ar fi temut că acesta nu va rezista anchetei israeliene și va dezvălui că Arad se afla pe teritoriul iranian. Ei ar fi hotărît din această cauză să-l transfere pe Arad înapoi în Liban.
O opinie minoritară din rândurile autorilor acestui raport, înmânat lui Sharon în 2005, era de părere că Arad nu a fost de loc predat Iranului ci a fost deținut toți anii în Liban, sub paza gărzilor revoluționare iraniene. Datele obținute de comisie, arătau că Arad ar fi murit în Liban, se pare, de o boală gravă de piele, nu mai devreme de începutul anului 1995.
Un film documentar denumit Răpirea, prezentat în 2006 pe canalul de televiziune LBC din Liban, a fost dedicat răpirii unor soldați israelieni pe Muntele Dov. Într-unul din momentele documentate în film, puteau fi văzute niște secvențe de film în care Ron Arad vorbea în captivitate, probabil în anul 1988. El era arătat fumând și răspunzând la întrebările scurte ale unuia din paznicii săi. A menționat numele părinților săi, după care a declarat în engleză: „Sunt soldat în armata israeliană.” Arad a mai spus unde a învățat. De asemenea, a povestit ce făcea în aviația militară. Aceste imagini au fost la vremea respectivă cel dintâi semn de viață primit în Israel de la Ron Arad.
La 15 octombrie 2007 Israelul a efectuat un schimb cu Hezbollah. În schimbul cadavrului unui israelian care se înecase și fusese tras de valuri până în Liban, precum și în schimbul unui jurnal al lui Arad (după relatarea ziarului libanez Al Habar), Israelul a predat Hezbollahului două cadavre ale unor combatanți și rămășițele pământești ale unui deținut libanez.  
În martie 2007 Israelul a prezentat în fața Statelor Unite întrebări  ce urmau sa fie folosite în anchetarea lui Ali Reza Asgari, un comandant din Gărzile Revoluției iraniene, care a fugit din Iran. După un raport al CIA Asgari a afirmat ca nu are nici un fel de informații în legătură cu soarta lui Ron Arad.
La 11 iulie2008 în cadrul unui nou acord de schimb de prizonieri, Israelul a obținut de la Hezbollah două fotografii ale lui Ron Arad, în care el arăta rănit, un jurnal al său din primii doi ani de prizonierat și un raport al Hezbollah, cuprinzând 80 de pagini în arabă, în care sunt descrisi oamenii care au venit în contact cu Arad în primii doi ani de captivitate, eforturile făcute pentru a afla locul unde era deținut, ți o informație după care în cursul detenției lui în satul libanez Nabi Shit în mai 1988 Arad a fugit, poate cu ajutorul unuia din paznicii săi, și a murit în vreme ce a încercat să ajungă la liniile israeliene din zona de securitate stabilită de Israel în sudul Libanului. În raportul Hezbollah-ului se menționează că în cursul încercării sale de evadare Arad a căzut la pământ, s-a rănit sau a căzut de pe o stâncă înaltă, dar cadavrul său sau mormântul său nu a fost găsit. Totuși în anul 2004 în Israel s-a aflat că Hezbollah a încercat să localizeze locul unde a fost îngropat în satul Nabi Shit. După unele surse din presa arabă oameni din Hezbollah au găsit totuși un loc cu oase omenești și un mormânt neidentificat. Serviciile israeliene de informații au afirmat că raportul acesta al Hezbollah nu le-a adus nici un fel de date noi, și nu are o mare valoare.
În anul 2011 jurnalele lui Arad, care au ajuns in posesia familiei în tranzactia dintre Israel si Hezbollah din 2007, au fost prezentate în programul israelian de televiziune „Uvdá” (Fapte).
În februarie 2016 a fost publicată o nouă mărturie din Liban (în publicația libaneză Daily Star), după care Arad a fost omorât încă în 1988, la doi ani după capturarea lui, fiind în mâinile unor membri ai Partidului Național Socialist Sirian din Liban, în localitatea Dour Shouer.

## In memoriam
- 1996 -La Hod Hasharon a fost inițiat un marș anual și un târg în parcul Arba Haonot în solidaritate cu Ron Arad, la care au participat mii de locuitori
- Aviația militară israeliană a organizat anual un exercițiu public de zbor al unor trei avioane dintr-un grup de patru, ca aniversare a dispariției pilotului.
- Un cântec „Noi, Ron, nu părăsim un prieten” a fost compus de compozitorul și cântărețul Hanan Yovel pe text de Ehud Manor.(anahnu, Ron lo mafkirim haver)
- Alt cântec „K'shetavo” (Când ai să vii) a fost compus de  cântărețul și compozitorul Boaz Sharabi, pe un alt text al lui Ehud Manor.

Refrenul "Veaz nashir beRon" (Și atunci îl vom cânta pe Ron)  folosește un joc de cuvinte, Ron fiind în ebraică unul din cuvintele care înseamnă „cântare”.  
- Un poster cu inscripția „Ron Arad s-a născut liber” (Ron Arad - lehofesh nolad) a fost difuzat în mii de exemplare.
- În mișcarea de cercetași (Tzofim = scouts) din Israel s-a înființat un „trib” care îi poartă numele.
- În orașul Rehovot s-a deschis o școală care îi poartă numele.